# كلية دراسات الحاسوب (جامعة إفريقيا العالمية)
كلية دراسات الحاسوب هي كلية ضمن كليات جامعة إفريقيا العالمية في نطاق السودان. أنشئت الكلية في عام 1992م تحت معهد اقرأ لعلوم الحاسوب. تمنح الكلية درجة البكالوريوس في تخصصات هي علوم الحاسوب، ونظم المعلومات. واتبعت نظام الدراسة الفصلي، والدراسة باللغة العربية. تقبل الكلية الطلاب من أفريقيا وآسيا ومعظم بلدان العالم.

## وصلات خارجية
موقع الجامعة